# Concerto per corno e orchestra n. 3 (Mozart)
Il concerto per corno e orchestra n. 3, K 447, è uno dei quattro concerti scritti da Wolfgang Amadeus Mozart per corno ed orchestra.
Il carattere musicale profondo è ottenuto con l'utilizzo dei clarinetti e dei fagotti.
Questo come gli altri concerti furono scritti da Mozart per il suo grande amico Joseph Leutgeb, un rinomato cornista.
In questo concerto infatti lo strumento viene usato in un modo virtuosistico che bene evidenzia le proprie doti di cantabilità. Era un dato caratteristico di Mozart quello di comprendere e sfruttare al massimo le potenzialità di uno strumento anche quando non ne aveva una conoscenza pratica.

## Struttura
Il primo movimento si apre con cinque frasi che verranno riprese più volte con modalità via via diverse. In alcune parti del primo e secondo movimento emergono anticipazioni della melodia che verrà sviluppata nel Concerto per clarinetto, così come l’utilizzo di alcune scale cromatiche e alcuni motivi sarà ripreso nel Concerto per pianoforte n. 21, composto negli stessi anni.
Nella romanza vengono valorizzate le capacità melodiche dello strumento e la cantabilità raggiunge livelli di grande afflato.
Con un rondò pieno di brio inizia il terzo ed ultimo movimento che si conclude con il corno che richiama il tema principale già esposto nella romanza con una soluzione tecnica di martello (note brevi e staccate) piuttosto che utilizzandone gli aspetti cantabili.